# Vidas deshechas
Vidas deshechas (título original: Woman Undone) es un telefilme estadounidense de drama y suspenso de 1996, dirigido por Evelyn Purcell, escrito por William Mickelberry, musicalizado por Daniel Licht, en la fotografía estuvo Toyomichi Kurita y los protagonistas son Mary McDonnell, Randy Quaid y Sam Elliott, entre otros. Este largometraje fue producido por Neufeld Rehme Productions, Pictureshow Productions Inc. y Showtime Networks; se estrenó el 4 de febrero de 1996.

## Sinopsis
Terri Hansen es encontrada en el desierto junto a un automóvil, el cual contiene el cuerpo calcinado de su esposo. Las pruebas forenses la hacen quedar como la principal sospechosa, pero Terri no se defiende, ya que no espera que le crean. Pese a su rara conducta, su abogado intentará reconstruir lo que sucedió.